# Аргада
Аргада́ (бур. Аргата) — улус в Курумканском районе Бурятии. Административный центр сельского поселения «Аргада».

## География
Расположен на правом берегу реки Аргады (левый приток Баргузина), в 46 км восточнее районного центра, села Курумкан, по автодороге через сёла Сахули и Могойто (25 км по прямой).

## Население
| 2002 | 2010  |
| ---- | ----- |
| 1719 | ↘1687 |

## Инфраструктура
Средняя общеобразовательная школа, детский сад, Дом культуры, фельдшерско-акушерский пункт

## Известные люди
- Бубеев, Цыдып Шагжанович (1912—1970) — бригадир тракторной бригады Баргузинской МТС Бурят-Монгольской АССР, Герой Социалистического Труда[3].
- Дамбаев, Гарма Дамбаевич (1905—?) — председатель колхоза имени Калинина Курумканского аймака Бурят-Монгольской АССР, Герой Социалистического Труда[4].
- Софья Данзанэ― российская бурятская оперная певица, Народная артистка Республики Бурятия, Заслуженная артистка Российской Федерации[5].